# Gabino Durán
Coronel Gabino Durán fue un militar mexicano que participó en la Revolución mexicana. Su nombre completo era Gabino Eusebio Duran Lozano. Nació en Nochistlán, Zacatecas, el 19 de febrero del año 1864, hijo de DonTrinidad Duran y de Reyes Lozano. Fue partidario de Francisco I. Madero y se unió al villismo en 1913, en el que alcanzó el grado de Coronel. Su zona de operaciones fueron los Distritos de Andrés del Río y Arteaga en Chihuahua, donde tuvo mando político y militar; emitió billetes e incautó propiedades para sostener los gastos de guerra contra Venustiano Carranza. Fue arrojado de Del Río por el General Luis Herrera Cano, y marchó a Sinaloa a ponerse a las órdenes del jefe Juan M. Banderas. Murió en el combate del Mezquite, distrito de El Fuerte, el 6 de noviembre de 1915. Está sepultado en el rancho Los Capomos, jurisdicción de El Fuerte, Sinaloa.